# Carmen Jané
Carmen Jané (Barcelona, 1966) és una periodista catalana especialitzada en noves tecnologies. Pionera en l'ús d'internet, va coordinar el suplement Tecnologies d'El Periódico de Catalunya. Ha estat editora de llibres i ha col·laborat en diverses emissores de ràdio i televisió. Va crear el bloc Tecnobloc i el Carmen Shopping Guide, un dels primers blogs de rutes de moda. Ha rebut el premi Accenture de periodisme tecnològic 2007, l'accèssit de l'Agencia Española de Protección de Datos i ha estat becària de la German Marshall Fund.
Treballa a El Periódico de Catalunya i és fundadora amb la periodista Toñi Herrerro del web Gadwoman, pel qual l'any 2016 van rebre una menció del Premi DonaTIC en la categoria divulgadora.